# Зандер Скинер
Зандер Скинер (афр. Xander Skinner; Виндхук, 18. март 1998) намибијски је пливач чија ужа специјалност су трке слободним стилом. Вишеструки је национални првак и рекордер у тркама на 50, 100 и 200 метара слободним стилом у великим и малим базенима. 
Студент је Универзитета Макендри у Илиноју, у Сједињеним Државама.

## Спортска каријера
Скинер је дебитовао на међународним пливачким такмичењима 2015. на Светском првенству које је тада одржано у руском Казању, где није остварио неки запаженији резултат. Годину дана касније остварио је прве запаженије резултате у каријери, пошто је на Афричком првенству у Блумфонтејну пливао у пет финала. У децембру исте године по први пут је наступио на Светском првенству у малим базенима у Виндзору. 
Пливао је и на светским првенствима у Будимпешти 2017. и Квангџуу 2019, а најбоље резултате је постигао на првенству одржаном у Кореји где је испливао два нова национална рекорда у тркама на 50 слободно (23,04 секунде) и  100 слободно (50,44 секунде). 
На Афричким играма у Казабланки 2019. остварио је пласмане на два пета места у тркама на 50 и 100 метара слободним стилом.